# Gregg Field
Gregg Field (Oakland, 21 februari 1956) is een Amerikaanse jazzdrummer en arrangeur.

## Biografie
Field, die opgroeide in de San Francisco Bay Area, begon al als kind te drummen. Hij trad op met lokale bands in Californië. Van 1980 tot 1982 speelde hij in het Count Basie Orchestra. Hij werkte als huismuzikant in shows als Saturday Night Live, de Merv Griffin Show en de show van Frank Sinatra (A Man And His Music). Tevens schreef hij arrangementen voor de Tonight Show. Hij speelde in zijn loopbaan met Donald Byrd, Quincy Jones, George Benson, Harry James, Herbie Hancock en Wayne Shorter. Verder was hij begeleider voor vocalisten als Sinatra, Ella Fitzgerald, Ray Charles, Natalie Cole, Sarah Vaughan, Mel Tormé, Diane Schuur, Tony Bennett en Joe Williams. 
Na Count Basie's dood speelde hij in Basie-alumnibands, zoals de Frank Wess/Harry Edison-All-Star-Band, waarmee hij in 1989 en 1990 optrad op de Fujitsu-Concord Jazz Festivals in Tokio. In 1990 was hij lid van een All-Star-groep o.l.v. Ray Anthony (opnamen met deze groep werden door Fields geproduceerd). In 1991 speelde hij in Bill Berry's LA Big Band, in de jaren erna ook in de Chris Walden Big Band, het trio van Shelly Berg en de WDR Big Band (For Ella, 2001, met Patti Austin). Onder eigen naam kwam hij in 1999 met het bigband-album The Art of Swing (DCC Compact Classics). Musici die meespeelden waren o.m. Snooky Young, Wayne Bergeron, Pete Christlieb, Jay Migliori, Pete Jolly en Chuck Berghofer, de arrangeur was Sammy Nestico. In de jazz speelde hij tussen 1980 en 2014 mee op 93 opnahmesessies, o.a. van Tee Carson, Paul Cacia, Buddy Childers, Dennis Rowland, Rosemary Clooney, Buddy Greco en Bob Florence. Sinds 1983 geeft hij les aan de Thornton School of Music (University of Southern California) in Los Angeles. Verder is hij mede-eigenaar van Concord Music Group.